# Корчева Зоя Григорівна
Зоя Григорівна Корчева (нар. 1 липня 1922, Дебальцеве — пом. 11 грудня 2005, Харків) — радянська й українська вчена — правознавиця, кандидатка юридичних наук (1963), професорка (1995), професорка кафедри кримінального права Національної юридичної академії України імені Ярослава Мудрого (1995—2003), фахівчиня в галузі порушень безпеки руху та експлуатації транспорту. Учасниця Німецько-радянської війни.

## Біографія
Зоя Корчова народилася 1 липня 1922 (за іншими даними в 1924) в Дебальцеве (Донецька область України). З 1940 навчалася у Ленінградському юридичному інституті . У 1941 році стала інструкторкою в редакції однієї з газет, а потім починаючи з того ж року працювала в польовому шпиталі. За часів Німецько-радянської війни отримала важке поранення, і як наслідок, залишилася інвалідкою. З 1943 до 1945 служила в органах військових трибуналів залізничного транспорту Червоної армії.
Демобілізувавшись у 1945, продовжила здобувати вищу освіту у Харківському юридичному інституті (ХЮІ), який закінчила у 1948. Після закінчення ХЮІ стала народним суддею в Московському районі Харкова. У 1952 вступила до аспірантури ХЮІ, яку закінчила у 1956. За рік до закінчення аспірантури почала працювати на посаді асистентки на кафедрі кримінального права та процесу ХЮІ. У 1964 стала доценткою цієї кафедри. З 1995 до 2003 Зоя Григорівна була професоркою кафедри кримінального права Національної юридичної академії України імені Ярослава Мудрого (колишній ХЮІ) , також деякий час була членкинею Ради цього ж вишу.
Зоя Григорівна Корчова померла 11 грудня 2005 року в Харкові .

## Нагороди
Була нагороджена орденом Вітчизняної війни II ступеня (22 березня 1988), медаллю «За перемогу над Німеччиною у Великій Вітчизняній війні 1941—1945 рр.» (1967) і почесним знаком «Відмінник освіти України» (2007).

## Наукова діяльність
Зоя Григорівна займалася дослідженням питань кримінальної відповідальності за злочини проти довкілля і злочини проти безпеки руху та експлуатації транспорту. У 1963 році, під науковим керівництвом Володимира Сташиса, Корчева захистила дисертацію на здобуття наукового ступеня кандидатки юридичних наук за темою «Кримінальна відповідальність за порушення безпеки руху та експлуатації залізничного транспорту». У 1995 році отримала звання професорки . Входила до складу наукової школи, що вивчає кримінальну відповідальність за злочини у сфері господарської діяльності при кафедрі кримінального права ХЮІ .
Написана Корчевою дисертація стала першою працею, що досліджувала проблему застосування статей 85 Кримінального кодексу РРФСР і 77 Кримінального кодексу Української РСР (в обох кодексах — «Порушення правил безпеки руху та експлуатації транспорту»). У роботі були досліджені причини й умови, що супутні цьому злочину, був проведений аналіз складу злочину, і запропоновані заходи щодо його попередження.
Станом на 1998 рік була авторкою або співавторкою 32 наукових праць. Серед наукових праць Зої Корчевій найважливішими були: конспект лекцій «Відповідальність за транспортні злочини (ст. 77 КК УРСР)» (1965/66), «Відповідальність за транспортні злочини (ст. 77 КК УРСР)» (1982), практичний посібник «Радянське законодавство про релігійні культи» (1985, у співавторстві) і підручник «Кримінальне право. Особлива частина» (у співавторстві).